# Słowakiewicz
Słowakiewicz – polskie nazwisko, w Polsce nosi je około 250 osób.
Osoby noszące to nazwisko:
- Andrzej Słowakiewicz (ur. 22 stycznia 1951 w Nowym Targu) – polski hokeista, olimpijczyk.
- Dawid Słowakiewicz (ur. 4 stycznia 1984 w Nowym Targu) – polski hokeista występujący w zespole Rönnängs IK.
- Mieczysław Słowakiewicz (ur. 23 grudnia 1939 w Nowym Targu, zm. 30 lipca 2001 w Łodzi) – polski hokeista.